# Formule de Plücker
En mathématiques, et plus précisément en géométrie algébrique, une formule de Plücker est une relation entre certains nombres associés à des courbes algébriques (leurs invariants, au sens de la topologie algébrique et plus généralement de la théorie des catégories), tels que le nombre de leurs points singuliers, et les nombres correspondants pour leurs courbes duales ;  les premiers exemples de ces formules furent découverts par Julius Plücker vers 1830. Le genre, un invariant commun à une courbe et à son dual, est lié aux autres invariants par des formules similaires. Comme ces invariants sont des entiers positifs, ces formules donnent des limites assez strictes à leurs valeurs possibles.

## Invariants de Plücker et équations fondamentales

Courbes duales l'une de l'autre.

Les courbes auxquelles s'appliquent les formules de Plücker sont celles définies dans le plan projectif complexe par une équation algébrique non dégénérée (c'est-à-dire que l'équation ne se factorise pas, et donc que la courbe n'est pas réunion de deux courbes plus simples). Les droites de ce plan correspondent aux points du plan projectif dual, et les   tangentes à une courbe algébrique donnée  C correspondent aux  points d'une courbe algébrique C* appelée la courbe duale de C. Les points de C correspondent alors aux tangentes à  C*, et la courbe duale de C* peut donc être identifiée avec  C.
Les deux premiers invariants reliés par les formules de Plücker sont le degré  d de la courbe C et le degré d* de son dual, traditionnellement appelé la classe de C. Géométriquement, d est le nombre d'intersections d'une droite donnée avec C, en comptant les points complexes et les points à l'infini, et en prenant aussi en compte la multiplicité des intersections ; de même, d* est le nombre de tangentes à C passant par un point donné du plan. Ainsi, par exemple,  une  conique est de degré et de classe 2. Si C n'a pas de singularités, la première formule de Plücker dit que :
{\displaystyle d^{*}=d(d-1)},
mais des termes correctifs doivent être ajoutés pour prendre en compte les singularités, comme on va le voir.
Parmi les points doubles de C, soit δ le nombre de ceux qui sont ordinaires, c'est-à-dire qui ont des tangentes (éventuellement complexes) distinctes, et soit κ le nombre des  points de rebroussement (si C possède des singularités d'ordre plus élevé, il faut les compter comme des points doubles « multiples » ; par exemple, un point triple ordinaire sera compté comme 3 points doubles, mais les formules de Plücker généralisées correspondantes ne seront pas détaillées ici). Là encore, les points complexes et à l'infini doivent être pris en compte. La forme complète de la première formule de Plücker est alors :
{\displaystyle d^{*}=d(d-1)-2\delta -3\kappa }.
De même, soit δ* le nombre de points doubles (ordinaires) et κ* le nombre de points de rebroussement de C*. Alors la deuxième formule de Plücker est :
{\displaystyle \kappa ^{*}=3d(d-2)-6\delta -8\kappa }.
L'interprétation géométrique d'un point double ordinaire de C* est d'être une droite bitangente à C (une tangente à C en deux points distincts) et celle d'un point de rebroussement de C* est d'être une tangente « stationnaire », c'est-à-dire une tangente d'inflexion de C.
Ces deux relations sont également vraies pour C*, et donc :
{\displaystyle d=d^{*}(d^{*}-1)-2\delta ^{*}-3\kappa ^{*}},
{\displaystyle \kappa =3d^{*}(d^{*}-2)-6\delta ^{*}-8\kappa ^{*}}.
Les quatre formules précédentes sont en fait liées : trois d'entre elles permettent de déduire la quatrième. Elles permettent, étant donnés trois des six invariants d, d*, δ, δ*, κ et κ*, de calculer les trois autres.
Enfin, le genre (géométrique) de C (connu historiquement sous le nom de déficience de C) peut être défini par :
{\displaystyle g={1 \over 2}(d-1)(d-2)-\delta -\kappa }.
C'est un entier positif, égal à la quantité duale :
{\displaystyle g^{*}={1 \over 2}(d^{*}-1)(d^{*}-2)-\delta ^{*}-\kappa ^{*}} ;
dans le cas où C n'a pas de points singuliers, on obtient la formule classique g = (d − 1)(d − 2)/2. Cet ensemble de relations entre les sept invariants permet, en connaissant trois quelconques d'entre eux, de calculer les quatre autres.

## Exemples et applications

### Nombre maximum de points doubles
Pour une courbe (non dégénérée) de degré d, sans points de rebroussement, et admettant δ points doubles, on a un genre g égal à (d – 1)(d – 2)/2 – δ ; comme il doit être positif, on en déduit qu'on a au maximum (d – 1)(d – 2)/2 points doubles ; ce maximum est effectivement atteint pour les courbes unicursales, de genre 0. Plus généralement, s'il y a κ points de rebroussement, les différentes formules imposent des maximums à δ, mais il n'est pas toujours aussi simple de voir s'ils sont effectivement atteignables. Ainsi, par exemple, pour d = 7 et κ = 8, on a respectivement d* = 18 – 2δ, donc (puisque d* > 3, comme on le verra ci-dessous) δ < 8 ; κ* = 41 – 6δ, donc δ < 7, et enfin g = 7 – δ, donc δ < 8 ; on a donc au maximum 6 points doubles dans ce cas, et de plus g vaut au moins 1, d* au moins 6, et C possède au moins cinq points d'inflexion.

### Courbes non singulières
Un cas particulier important (c'est d'ailleurs le cas « générique ») est celui où C, de degré d, est régulière, ce qui équivaut à δ = κ = 0 ; les autres invariants peuvent alors être obtenus à l'aide de d uniquement. Dans ce cas, on trouve :
{\displaystyle d^{*}=d(d-1)}
{\displaystyle \delta ^{*}={1 \over 2}d(d-2)(d-3)(d+3)}
{\displaystyle \kappa ^{*}=3d(d-2)}
{\displaystyle g={1 \over 2}(d-1)(d-2)}.
Ainsi, par exemple, une quartique (une courbe de degré 4) régulière est de genre 3 et possède 28 bitangentes et 24 points d'inflexion.

### Cubiques
Une cubique (d=3) ayant deux points singuliers est dégénérée (elle est réunion d'une droite et d'une conique) ; on peut le démontrer à l'aide de la deuxième formule de Plücker : on aurait en effet alors κ* inférieur à 9 – 12 < 0, ce qui est absurde. Les seuls cas possibles non dégénérés sont donc les cubiques régulières (δ = κ = 0), les cubiques admettant un point double (δ = 1, κ = 0), et les cubiques admettant un point de rebroussement (δ = 0, κ = 1).
Dans le cas des cubiques régulières, pour lesquelles le genre vaut 1, on a d* = 6 (par tout point du plan passent donc six tangentes à la courbe), δ* = 0 (il n'y a pas de bitangentes) et κ* = 9 ; il y a donc neuf points d'inflexion (mais trois d'entre eux au plus sont réels), sur lesquels on trouvera plus de détails à l'article courbe elliptique.
Les cubiques admettant un point double ont une courbe duale plus simple : on a pour elles d* = 4 et κ* = 3. Utilisant la troisième formule de Plücker, on aura donc 2δ* = 12 – 9 – 3 = 0, et finalement g = 0 : ce sont des cubiques unicursales, parmi lesquelles figurent les strophoïdes.
Enfin, les cubiques à point de rebroussement sont les cissoïdes (elles aussi unicursales), pour lesquelles d* = 3 et κ* = 1 ; leur courbe duale est donc également une cubique à point de rebroussement.

## Types de courbes
Les courbes algébriques sont classées en types suivant leurs invariants de Plücker. Les équations de Plücker avec la restriction que les invariants de Plücker doivent tous être des entiers naturels, limitent fortement le nombre de types possibles pour les courbes d'un degré donné. Les courbes algébriques qui sont projectivement équivalentes, ont le même type, mais des courbes algébriques de même type ne sont pas, en général, projectivement équivalentes.
- Les courbes algébriques de degré 2 (coniques) ont un seul type, donné par d = d* = 2, δ = δ* = κ = κ* = g =0.
- Les courbes algébriques de degré 3 sont de trois types possibles (détaillés ci-dessus), donnés par[3] :

| Type  | d | d* | δ | δ* | κ | κ* | g |
| ----- | - | -- | - | -- | - | -- | - |
| (i)   | 3 | 6  | 0 | 0  | 0 | 9  | 1 |
| (ii)  | 3 | 4  | 1 | 0  | 0 | 3  | 0 |
| (iii) | 3 | 3  | 0 | 0  | 1 | 1  | 0 |

Les courbes algébriques de types (ii) et (iii) sont les cubiques rationnelles et sont respectivement appelées nodales et cuspidales. Les courbes algébriques de type {i} sont les cubiques non singulières.
- Les courbes algébriques de degré 4 sont de 10 types possibles, donnés par[4] :

| Type   | d | d* | δ | δ* | κ | κ* | g |
| ------ | - | -- | - | -- | - | -- | - |
| (i)    | 4 | 12 | 0 | 28 | 0 | 24 | 3 |
| (ii)   | 4 | 10 | 1 | 16 | 0 | 18 | 2 |
| (iii)  | 4 | 9  | 0 | 10 | 1 | 16 | 2 |
| (iv)   | 4 | 8  | 2 | 8  | 0 | 12 | 1 |
| (v)    | 4 | 7  | 1 | 4  | 1 | 10 | 1 |
| (vi)   | 4 | 6  | 0 | 1  | 2 | 8  | 1 |
| (vii)  | 4 | 6  | 3 | 4  | 0 | 6  | 0 |
| (viii) | 4 | 5  | 2 | 2  | 1 | 4  | 0 |
| (ix)   | 4 | 4  | 1 | 1  | 2 | 2  | 0 |
| (x)    | 4 | 3  | 0 | 1  | 3 | 0  | 0 |